# Flipper Anderson
Willie Lee "Flipper" Anderson, Jr. (född 7 mars, 1965 i Paulsboro, New Jersey) är en före detta amerikansk fotbollsspelare. Han spelade som wide receiver på planen för Los Angeles Rams (1988-1994), Indianapolis Colts (1995), Washington Redskins (1996), och Denver Broncos (1997). Han spelade fotboll i college på UCLA. Han kallades för "Flipper" efter TV-programmet Flipper.
Han har National Football League-rekordet för flest receiving yards och yards from scrimmage i en match med 336 yards på 15 fångade passningar (22.4 i snitt). Rekordet sattes mot New Orleans Saints under säsongen 1989.